# Signalisation routière horizontale en France

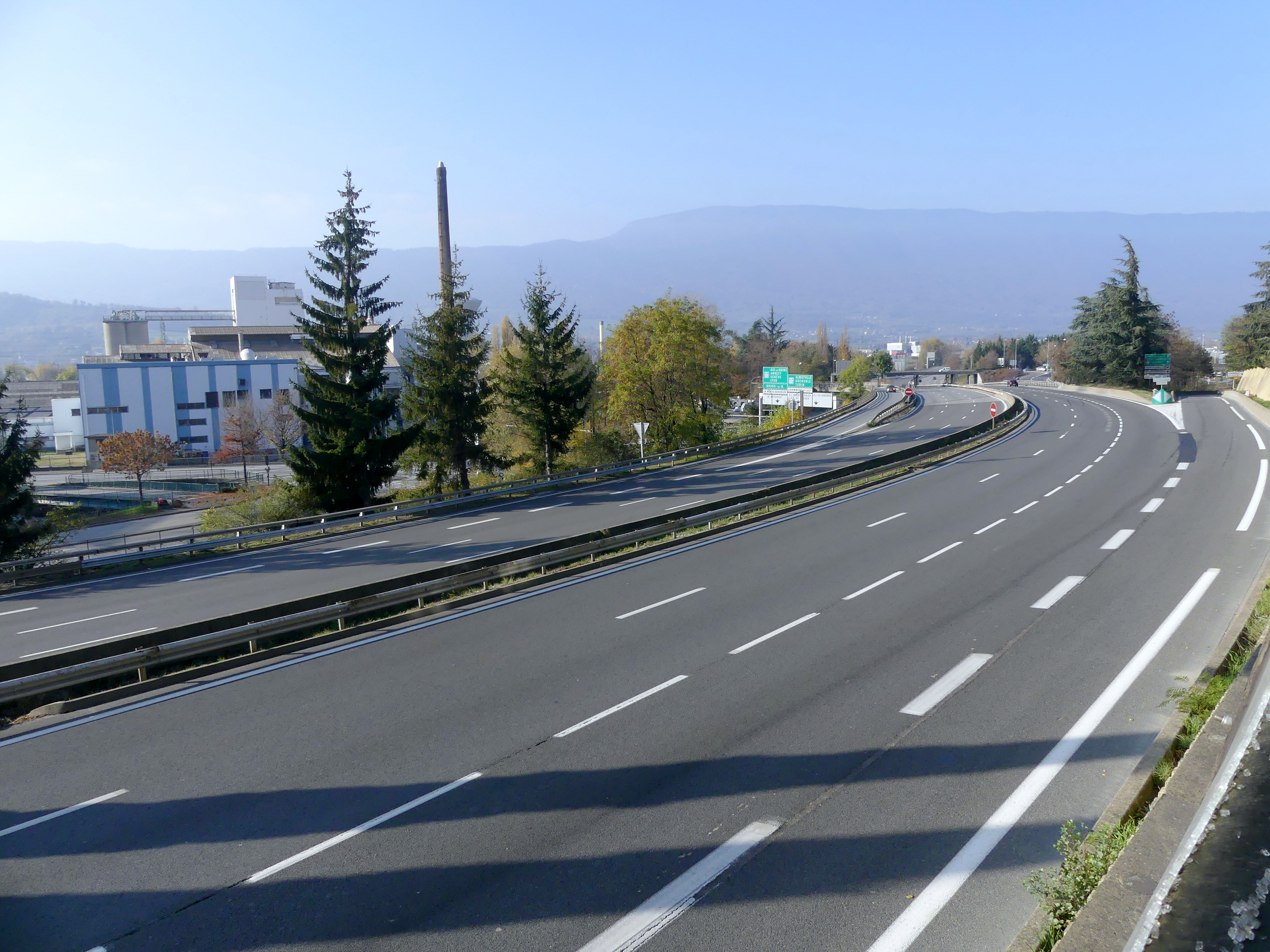
Marquage au sol d'une voie rapide urbaine (ici celle de Chambéry). Différents types de marquages sont présents en raison de la proximité de l'échangeur de la Boisse.

La signalisation routière horizontale regroupe, dans le cadre de la signalisation routière, l'ensemble des marques sur chaussées utilisées pour matérialiser les règles d'utilisation des voies ouvertes à la circulation publique. Elle constitue une aide importante à la conduite, en canalisant les flux de circulation, en précisant des règles de prescription, en matérialisant le stationnement et en guidant visuellement l'usager, en particulier la nuit en rase campagne.

## Contexte réglementaire
En France, la signalisation routière horizontale est régie par l'arrêté du 10 mai 2000 (conformité des produits), par l'arrêté de 1967 (convention internationale de Vienne sur la signalisation routière) et par l'Instruction interministérielle sur la signalisation routière, en particulier la 7e partie du livre I de la Signalisation Routière. L'arrêté interministériel s'applique à toutes les voies ouvertes à la circulation publique (art. 44), tant en milieu urbain qu'en rase campagne. Les voies ouvertes à la circulation publique comprennent les routes interurbaines et urbaines (autoroutes, voies rapides, voies rapides urbaines, routes nationales, routes départementales, routes communales), mais également l'ensemble des espaces publics ou privés correspondants (parkings publics ou commerciaux, zones d'activités industrielles ou commerciales). Ces règles traduisent certaines dispositions du Code de la Route. 
Le marquage n'est pas obligatoire, sauf sur les routes à chaussées séparées, les routes express à quatre voies en rase-campagne, ou bien en tant que marque associée aux signaux « Stop » ou « Cédez le passage » ou en tant que ligne d'effet de feux tricolores. Le marquage des voies de circulation incombe au maître d'ouvrage (État, collectivité, concessionnaire, propriétaire privé) qui en a la compétence. 
Dès qu'une voie ouverte à la circulation publique est marquée, la signalisation horizontale doit respecter les règles définies dans la réglementation.

## Couleurs des marques
Le blanc est la couleur utilisée pour les marquages sur chaussée.
Pour certains marquages spéciaux, on utilise d'autres couleurs dans les conditions suivantes :
- Le jaune pour :
  - les marques interdisant l'arrêt ou le stationnement (article 118.2.B),
  - les lignes zigzag indiquant les arrêts d'autobus (article 118.3.C),
  - le marquage temporaire (article 122.B de la 8e partie de l'instruction sur la signalisation routière).

- Le bleu éventuellement pour les limites de stationnement en zone bleue (article 118.2.A).

- Le rouge pour les damiers rouge et blanc matérialisant le début des voies de détresse.

L'emploi de la couleur sur la chaussée est de plus en plus fréquent. La disparité des traitements actuels entraîne des confusions et incompréhensions pour l'usager. La circulaire du 15 mai 1996 donnait des directives et des recommandations visant à ne pas abuser de l'utilisation de la couleur sur la chaussée.

## Largeur des lignes
La largeur des lignes est définie par rapport à une largeur unité "u" différente selon le type de route.
On adopte les valeurs suivantes pour l'unité "u" :  
| Type de routes                                                             | Valeur de "u" |
| -------------------------------------------------------------------------- | ------------- |
| Autoroutes, Routes à chaussées séparées, Routes à 4 voies de rase campagne | 7,5 cm        |
| Routes importantes, notamment routes à grande circulation                  | 6 cm          |
| Autres routes                                                              | 5 cm          |
| Lignes tracées sur les pistes cyclables                                    | 3 cm          |

La valeur de "u" doit être homogène sur tout un itinéraire. En particulier, elle ne doit pas varier au passage d'un département à l'autre.

## Marques longitudinales

### Ligne continue
Il est interdit aux conducteurs de franchir ou chevaucher une ligne longitudinale continue axiale ou séparative de voies de circulation. Les différents types de lignes continues sont les suivants.
Cependant, depuis le 5 juillet 2015, il est autorisé le chevauchement pour dépasser un cycliste qu'il soit hors agglomération ou en agglomération, sous réserve de respecter les prescriptions concernant le dépassement.  
| Type de modulation | Usage | Réf instruction        | Largeur |
| ------------------ | --- | ---------------------- | ------- |
| Continue           | Ligne axiale ou de délimitation des voies |                        | 2u      |
| Continue           | Ligne axiale à l’approche d’un îlot | Article 115.4          | 3u      |
| Continue           | Ligne axiale sur chaussée à 4 voies | Article 114-2 et 114-5 | 5u      |
| Continue           | Ligne séparant les sens de circulation opposés sur les routes à trois voies situées hors agglomération avec deux voies affectées à un sens de circulation | Article 114-1          | 3u      |
| Continue           | Ligne oblique marquant un rétrécissement de route de trois à deux voies                                                                                   | Article 116-2          | 3u      |

### Lignes discontinues

#### Caractéristiques des lignes discontinues
Pour la bonne compréhension des marquages, quatre types de modulations de lignes longitudinales ont été retenus, se différenciant par le rapport des pleins aux vides.
Ces modulations (tirets plus intervalles) sont des multiples de 13 mètres.
Pour les lignes transversales, la modulation T'2 comporte alternativement 0,5 m de trait et 0,5 m de vide.
Le tableau ci-après donne les caractéristiques de tous les types de lignes discontinues :

Types de lignes discontinues longitudinales sur chaussées en France.

| Type de marquage   | Type de modulation | Longueur du trait (en m) | Intervalle entre 2 traits (en m) | Rapport plein/vide |
| ------------------ | ------------------ | ------------------------ | -------------------------------- | ------------------ |
| Axial longitudinal | T1                 | 3                        | 10                               | 1/3                |
| Axial longitudinal | T’1                | 1,5                      | 5                                | 1/3                |
| Axial longitudinal | T3                 | 3                        | 1,33                             | 3                  |
| Rive               | T2                 | 3                        | 3,5                              | 1                  |
| Rive               | T’3                | 20                       | 6                                | 3                  |
| Rive               | T4                 | 39                       | 13                               | 3                  |

#### Typologie des lignes discontinues
Lignes longitudinales axiales  :
- Ligne de guidage (T1) :
Cette ligne est composée de pleins de 3 mètres espacés d'intervalles vides de 10 mètres.
Elle peut être franchie pour dépasser. Elle délimite les différentes voies sur les chaussées à sens unique, ainsi que sur les routes à double sens de circulation sur lesquelles les dépassements sont autorisés.
Il est aussi possible qu'elle double une ligne continue (ligne mixte) sur une route à double sens : elle permet alors aux véhicules circulant du côté de la ligne discontinue de dépasser.
Tout conducteur peut franchir ou chevaucher une ligne discontinue si celle-ci se trouve la plus proche de son véhicule au début de la manœuvre et à condition que cette manœuvre soit terminée avant la fin de la ligne discontinue[6]

- Ligne de dissuasion (T3) :
 Les traits sont courts et rapprochés : ils mesurent 3 mètres et sont espacés de 1,33 mètre.
On rencontre ce type de ligne dans deux cas de figures :
  - Sur les routes étroites et/ou sinueuses, elle déconseille les dépassements autres que ceux de véhicules lents tels que cyclomoteurs, cyclistes, tracteurs, véhicules de voirie ou de travaux... ou roulant lentement comme voiture ou camion roulant avec ses feux de détresse allumés et à 30 km/h par exemple [7] ;
  - Sur autoroute, à l'approche d'une sortie, elle dissuade les véhicules roulant à gauche de se rabattre au dernier moment à droite pour sortir, coupant ainsi dangereusement la route aux véhicules roulant à droite [8].

- Ligne d'annonce : 
Elle prévient le conducteur de l'approche d'une ligne continue. Il ne faut plus entamer de dépassement à son niveau. Trois flèches de rabattement y sont intercalées. Lorsque la flèche pointe dans la direction opposée à celle du véhicule, la ligne d'avertissement concerne seulement les véhicules en sens inverse.

Lignes longitudinales de rives ou de délimitation de certaines voies

Quatre types de modulations peuvent être employées en rive de chaussée ou pour délimiter certaines voies : 
- T2 ;
- T3 ;
- T'3 ;
- ou T4.

Les domaines d'usages sont décrits dans le tableau ci-après :
| Type de modulation | Usage | Référence instruction | Largeur |
| ------------------ | --- | --------------------- | ------- |
| T2                 | Ligne de rive de chaussée | Article 114.4 A       | 3u      |
| T2                 | Ligne de délimitation des voies de décélération, d’insertion ou d’entrecroisement                                                                                          | Article 117-3         | 5u      |
| T2                 | Ligne d’entrée et de sortie des voies pour véhicules lents | Article 114-3         | 5u      |
| T3                 | Ligne de délimitation de voies pour véhicules lents | Article 114.3         | 5u      |
| T3                 | Ligne de délimitation dans certains cas d’un couloir réservé aux autobus                                                                                                   | Article 114.3         | 5u      |
| T3                 | Ligne de délimitation de bandes cyclables | Article 114.3         | 5u      |
| T'3                | Ligne de rive aux approches de certains carrefours et dans les bretelles de raccordement                                                                                   | Article 114.4         | 3u      |
| T4                 | Ligne délimitant une bande d’arrêt d’urgence, en section courante (hors bretelles de raccordement) sur autoroutes et routes à chaussées séparées et à carrefours dénivelés | Article 114.4 B       | 3u      |

## Marques transversales
On distingue trois types de marques transversales :
| Type de modulation | Type de marquage                                  | Longueur du trait               | Intervalle entre 2 traits | Largeur |
| ------------------ | ------------------------------------------------- | ------------------------------- | ------------------------- | ------- |
| Continue           | Ligne continue d'arrêt                            | Selon la largeur de la chaussée | 0                         | 50 cm   |
| T’2                | Ligne discontinue de "Cédez le passage"           | 50 cm                           | 50 cm                     | 50 cm   |
| T’2                | Ligne discontinue d'effet des feux de circulation | 50 cm                           | 50 cm                     | 15 cm   |

## Marquage d'une route en rase campagne
Le marquage d'une route de rase campagne en section courante, c’est-à-dire hors points singuliers et hors intersections, est le suivant :
- la ligne axiale discontinue de guidage est du type T1 et de largeur 2u ;
- les lignes de rive sont de type T2 et de largeur 3u sur routes à 2, 3, 4 ou 2×2 voies et de type T4 sur autoroute.

## Marquage d'une route en milieu urbain
Le marquage des routes en milieu urbain permet de délimiter les voies de circulation afin de mieux utiliser l'espace roulable en canalisant le trafic. Il est notablement différent de celui en rase campagne.

## Marquage de voies particulières

### Voies de stockage
Ce sont des voies permettant d'effectuer un changement de direction. Les voies de stockage sont signalées par des flèches de sélection, et sont délimitées par une ligne discontinue de type T2 5u.

### Voies d'accélération et de décélération
Ces voies permettent d'accéder ou de quitter les routes à chaussées séparées et les autoroutes. Comme pour les voies de stockage, une voie d'accélération ou de décélération se prend dès le début. Elles sont aussi délimitées par des traits plus larges de type T2 5u.
Les voies d'accélération permettent aux véhicules entrants d'atteindre progressivement la vitesse de ceux roulant sur la route rejointe afin de pouvoir s'insérer dans la circulation par une manœuvre de rabattement effectuée au moment opportun. Elles se terminent par un panneau « cédez-le-passage »  qui rappelle que les véhicules empruntant cette voie n'ont pas la priorité : en cas de trafic intense sur la voie principale, les conducteurs doivent, au besoin, ralentir voire stopper, afin d'attendre de pouvoir s'insérer dans la circulation.
Les voies de décélération se terminent souvent par un virage serré. La vitesse de la voie sur laquelle le conducteur circule (110 km/h ou 130 km/h) étant nettement supérieure à celle nécessaire pour prendre le virage (50 km/h voire moins), il est nécessaire de ralentir considérablement : c'est la fonction de la voie de décélération. Des panneaux de limitation de vitesse le long de la voie indiquent de combien ralentir.

### Voies d'entrecroisement seule
Ce sont des voies qui permettent à la fois d'entrer et de sortir d'une route. Le marquage de séparation d'avec la section courante est constitué par une ligne discontinue T2 de largeur 5u.

### Voies pour véhicules lents
On les rencontre généralement dans les côtes. Elles sont réservées et obligatoires pour tous les véhicules roulant à 60 km/h ou moins, afin qu'ils ne gênent pas la circulation normale ; toutefois, un véhicule lent peut sortir de cette voie pour effectuer le dépassement d'un autre véhicule lent.  
Le marquage de ce type de voie est le suivant :
- une ligne discontinue du type T3 de largeur 5u sépare la voie réservée aux véhicules lents des autres voies ;
- à hauteur du décrochement du biseau de création de la voie, le marquage est constitué d’une ligne discontinue de type T2 de largeur 5u ;
- la fin de la voie est marquée également par une ligne discontinue de type T2 de largeur 5u sur une longueur de présignalisation L.

Au début de la voie, on trouve un panneau d'obligation où est écrit "véhicules lents" complété par un panonceau où est dessinée une flèche pointant en bas à droite.

### Voies réservées à certains usagers
Article détaillé  : Aménagement cyclable
- Voies réservées aux autobus : 
  - les voies pour autobus sont délimitées par une ligne blanche discontinue de type T3 5u,( les traits sont de longueur 3 m et espacés de 1,33 m), et souvent complétées par l'inscription « BUS » au sol, ainsi qu'un panneau en début de voie. Parfois, les taxis, ambulances et cyclistes sont autorisés à rouler sur cette voie ; cela est alors mentionné par un panonceau. Il est permis de traverser cette voie à un carrefour ; lors de la traversée d'un carrefour, la voie pour bus est matérialisée par des damiers blancs. Les voies réservées aux autobus sont parfois à contre-sens dans les rues à sens unique.
- Réservées aux cyclistes :
  - piste cyclable : c'est une chaussée (séparée de la route) destinée à la circulation des cyclistes ;
  - bande cyclable : c'est une voie particulière de la route réservée aux cyclistes. Elle est délimitée par une ligne discontinue large à traits rapprochés (3 mètres, intervalle 1,33 m). Souvent un vélo y est dessiné à intervalles réguliers.

Il est interdit de stationner ou s'arrêter sur une piste ou une bande cyclable. Parfois, les cyclomoteurs sont autorisés à y rouler : un panonceau le précise alors (décision prise par arrêté municipal).

## Marquages relatifs aux priorités
Une signalisation horizontale complète, aux intersections, les panneaux de priorité :
- si la priorité est à droite, il n'y a pas de marquage au sol ;
- si le conducteur rencontre un stop, une large ligne continue est peinte  au sol. Il faut s'arrêter au niveau de cette ligne (pas au niveau du panneau). Parfois « STOP » est précédemment écrit sur la chaussée ;
- si le conducteur rencontre un cédez-le-passage, une large ligne discontinue est peinte, au niveau de laquelle il faut s'arrêter si un véhicule arrive à droite ou à gauche ;
- parfois une ligne discontinue est peinte dans les carrefours à feux, indiquant où les véhicules doivent s'arrêter quand le feu est au rouge.

Le marquage doit accompagner le panneau pas l'un sans l'autre.

## Autres marquages
- Arrêts de bus : lignes zigzag jaunes.
- Passages pour piétons : larges bandes blanches parallèles au trottoir et traversant la chaussée.
- "Zébras" : ce sont des hachures blanches délimitées par une ligne continue. Il est interdit de stationner, s'arrêter ou circuler sur des zébras. Les zébras jouent le rôle d'un terre-plein central.
- Un quadrillage jaune, dans un carrefour, délimite une zone où il est seulement permis de circuler : on ne doit donc s'engager dans le carrefour que si on est sûr de passer sans avoir à s'arrêter sur le quadrillage.
- Damiers blancs et rouges : on les trouve dans les grandes descentes. Ils annoncent une voie de détresse (terminée par un bac de sable) servant à arrêter les véhicules dont les freins sont défaillants.
- Ralentisseur : le ralentisseur est signalé par un certain nombre de triangles isocèles pointant vers l'avant.